# Сосновка (Золочевский район)
Сосновка (укр. Соснівка) — село, Светличанский сельский совет, Золочевский район, Харьковская область, Украина.
Код КОАТУУ — 6322685504. Население по переписи 2001 года составляет 13 (6/7 м/ж) человек. 

## Географическое положение

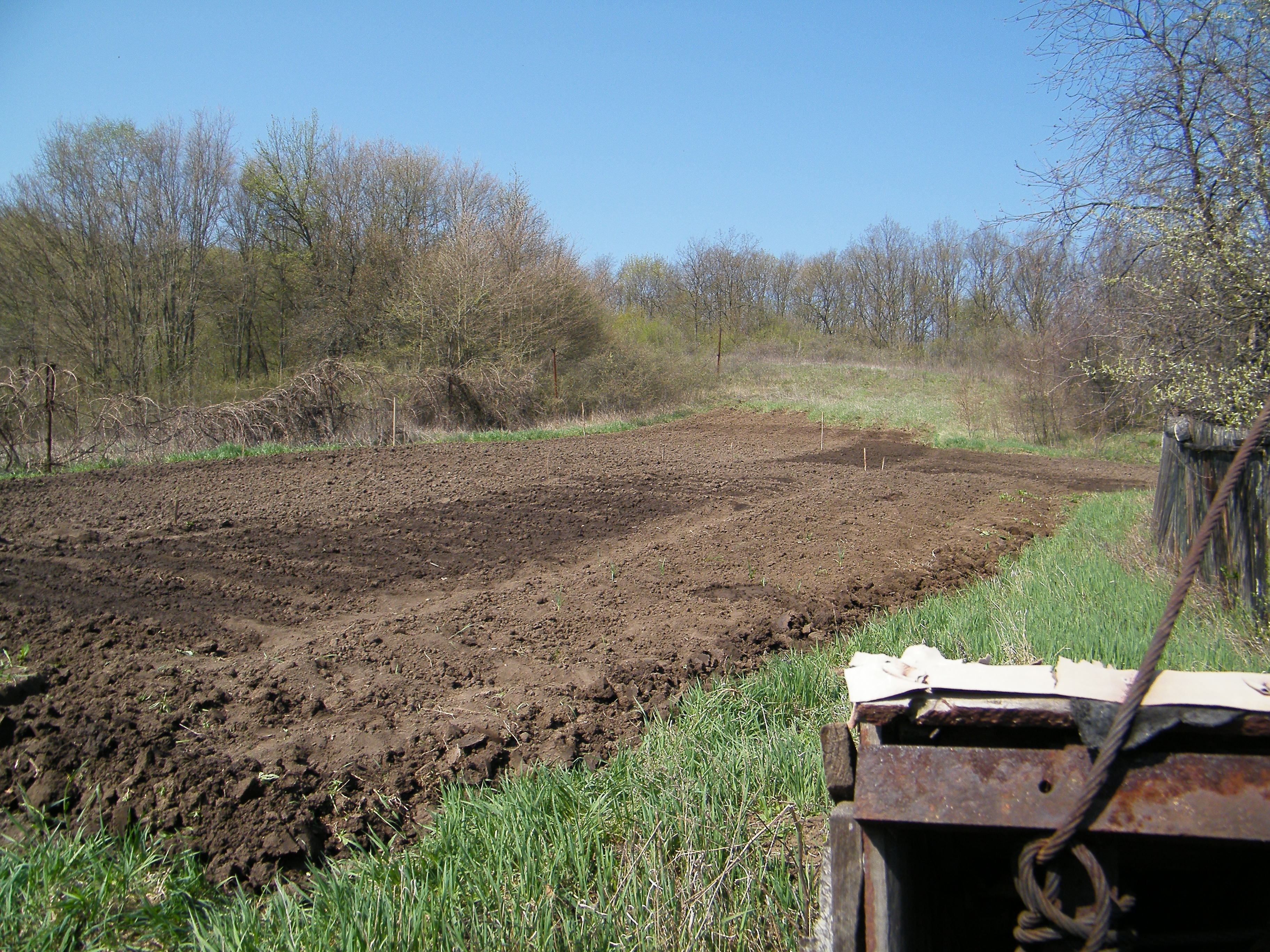
Огород

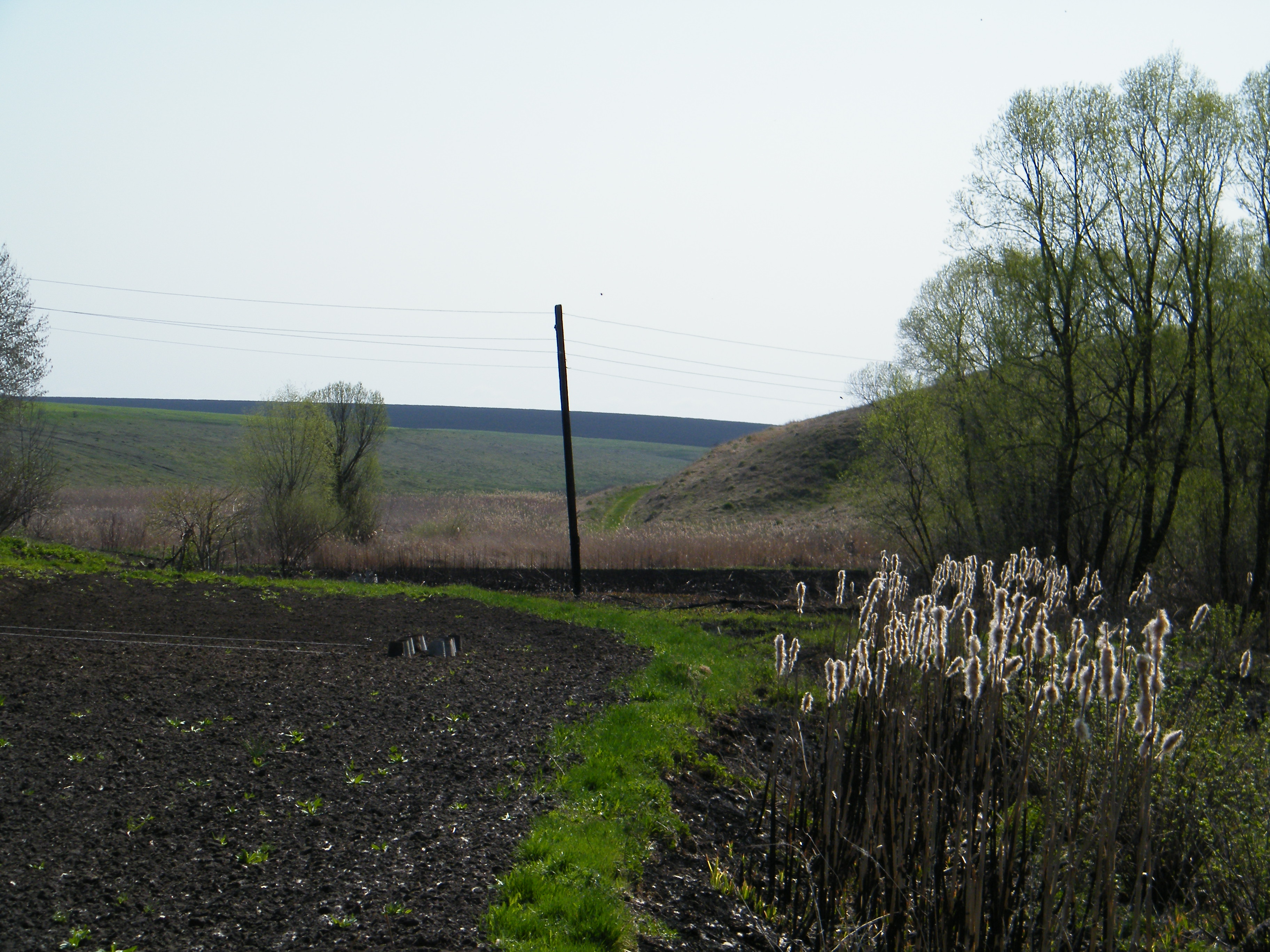
Вид в сторону Казачи Лопани

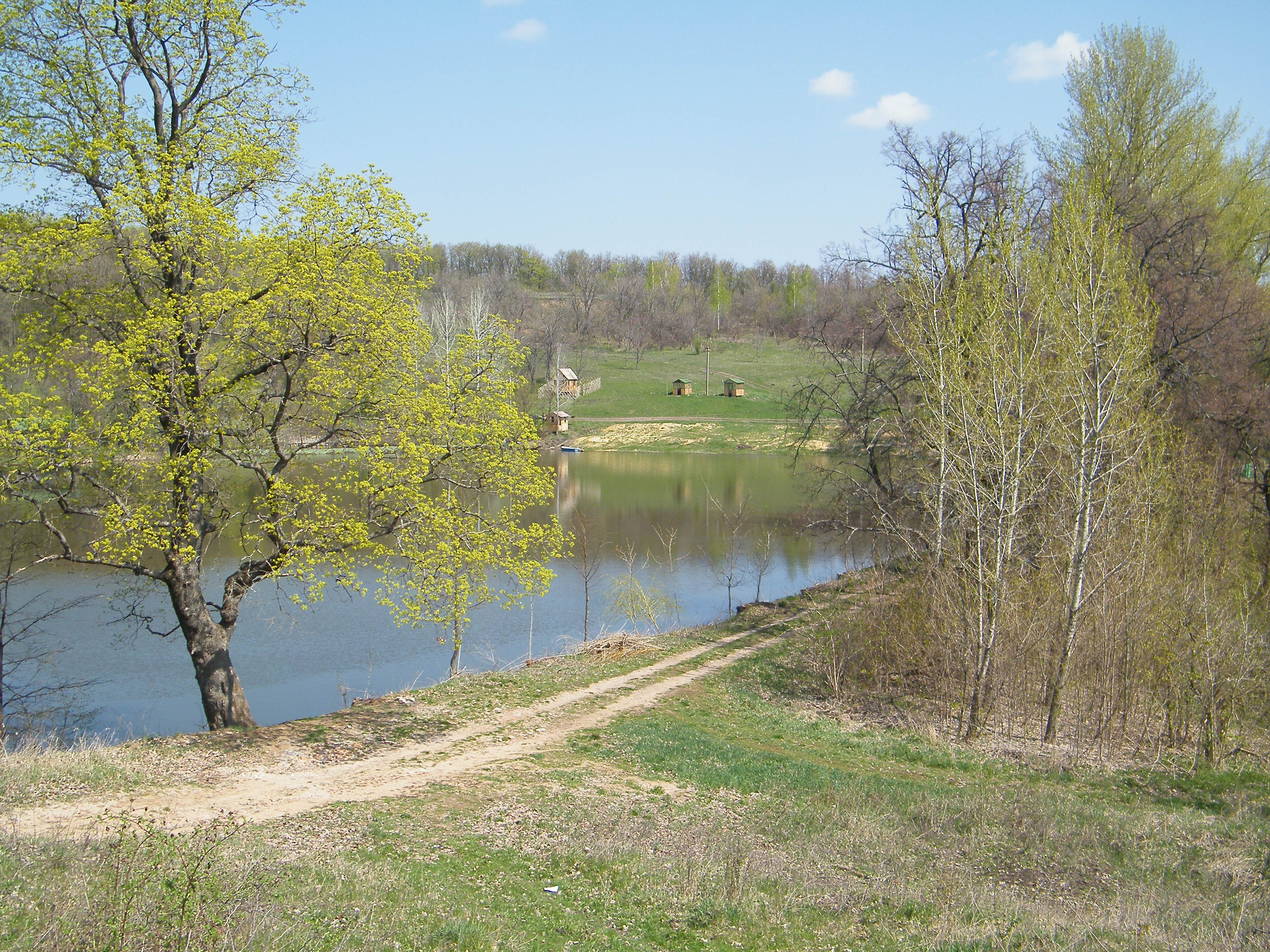
Панський ставок

Село Сосновка находится между реками Лопань (5,5 км) и Уды (5 км), в верховьях балки Луки, на расстоянии в 5 км расположены сёла Светличное и Уды. К селу примыкают небольшие лесные массивы, в том числе урочище Левенок. По селу протекает пересыхающий ручей с запрудой.

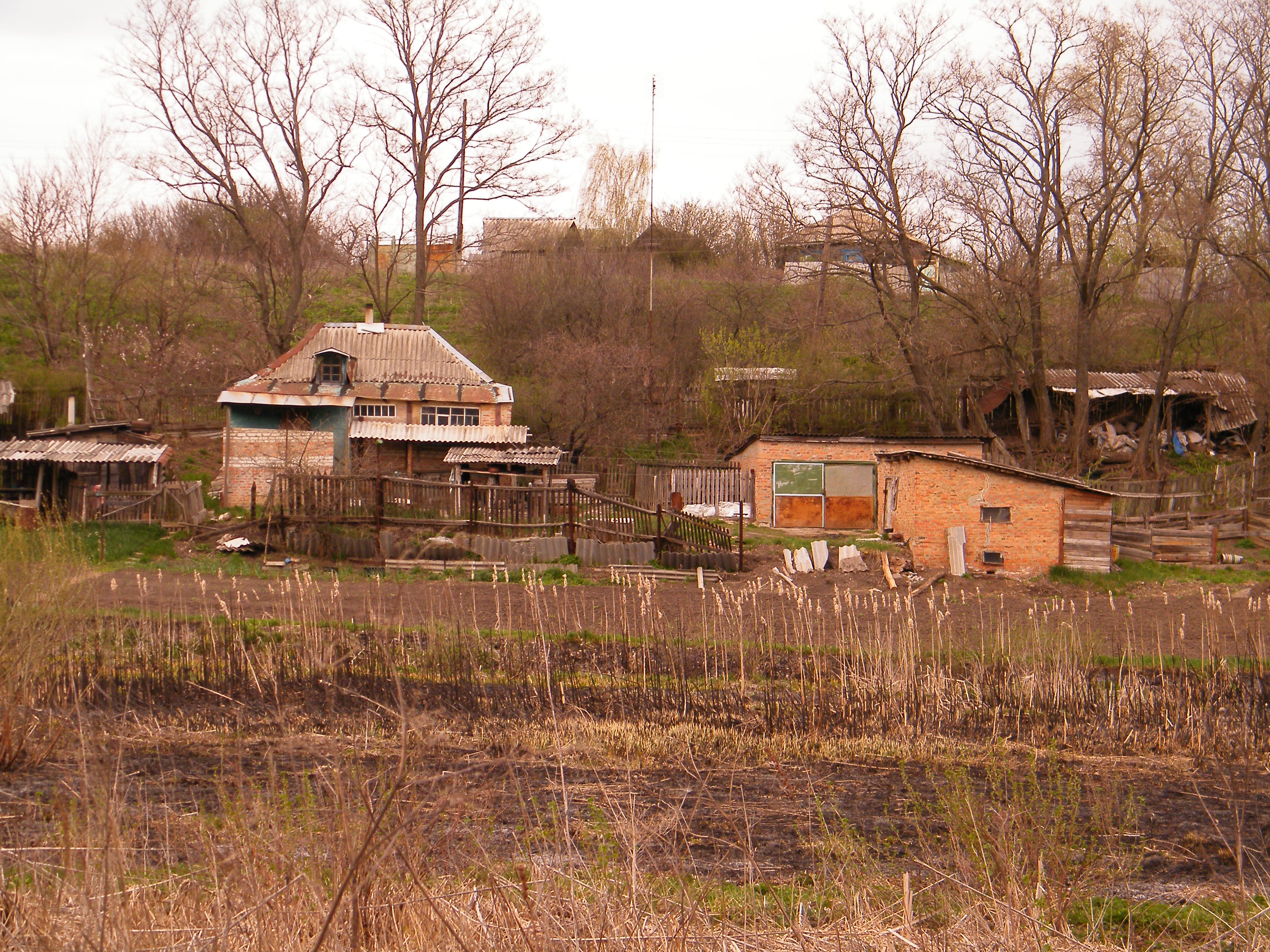
Типичный дом в Сосновке